# Костајничка епархија
Костајничка епархија је бивша епархија Српске православне цркве која је постојала од 1713. до 1771. године са средиштем у Манастиру Комоговини, односно Костајници. Према променама епархијског подручја, костајнички епископи су се првобитно називали и зринопољским, односно личко-крбавским, а потом и лепавинским или северинским.

## Постанак епархије (1713)
Костајничка епархија је створена 1713. године, под посебним околностима. Све до своје смрти 1712. године, владика Атанасије Љубојевић је имао пуну епархијску власт над целокупним подручјем Горње Крајине. Међутим, још након Крушедолског сабора (1708) цар Јозеф I му је признао надлежност само на подручјима Зринопоља, Лике и Крбаве чиме је био доведен у питање будући опстанак јединствене епархије. Стога је након владичине смрти, на црквено-народном сабору који је одржан 1713. године у Сремским Карловцима, донета одлука да се целокупно подручје Горње Крајине подели на две епархије: Костајничку, која је обухватала Зринопоље и Лику са Крбавом, и Горњокарловачку која је обухватала предратно подрује Карловачког генералата. За епископа у првој, Костајничкој епархији тада је изабран Дионисије Угарковић, а за епископа у другој, Горњокарловачкој епархији изабран је Данило Љуботина.

## Прво раздобље (1713—1750)
Први костајнички епископ Дионисије Угарковић (1713-1716) био је један од непосредних сарадника владике Атанасија Љубојевића на зринопољском подручју око српског православног манастира Комоговине (Банија). Након избора за владику, царску потврду је добио већ током исте године. Као владика костајнички, Дионисије Угарковић је столовао у манастиру Комоговини. Међутим, пошто је главно место на подручју његове епархије била Костајница, већ тада се почело постављати питање о преносу епархијске управе у овај град. Додатну тешкоћу за епархијску управу је представљало то што је северни део епархијског подручја (Банија) био географски одвојен од јужног дела (Лика и Крбава), а уз то су у ове две области владали различити режими војне управе. Главно место у личко-крбавском делу епархије био је Медак.
Након смрти владике Дионисија (1716), карловачки митрополит Викентије Поповић је за новог костајничког епископа поставио Никанора Димитријевића (1716-1728) који је потврђен 2. августа исте године. Као владика костајнички, и Никанор Димитријевић је такође званично столовао у манастиру Комоговини, али је повремено боравио у Костајници као главном месту своје епархије. Учествовао је 1726. године у раду знаменитог црквено-народног сабора на којем је извршено уједињење двају српских митрополија Београдске и Карловачке. Заједно са осталим епархијама Карловачке митрополије, и Костајничка епархија је тада ушла у састав уједињене Београдско-карловачка митрополије са средиштем у Београду.
Трећи по реду костајнички владика био је Стефан Љубибратић (1728-1737), некадашњи далматински епископ који је након доласка у Хабзбуршку монархију стекао поверење митрополита Мојсија Петровића. Као и његови претходници, владика Стефан је такође званично столовао у манастиру Комоговини, али је и он чешће боравио у Костајници као најзначајнијем месту своје епархије. Приликом доласка на подручје Лике и Крбаве најчешће је боравио у Метку. На положају костајничког епископа остао је све до смрти у пролеће 1737. године.
Након смрти владике Стефана, привремена управа у упражњеној Костајничкој епархији поверена је суседном горњокарловачком епископу Данилу Љуботини, који је дужност администратора обављао све до своје смрти 1739. године. Наследио га је Алексије Андрејевић, бивши ариљско-ужички митрополит који је заједно са српским патријархом Арсенијем IV прешао под окриље хабзбуршке власти. По одлуци патријарха, премештен је у упражњену Костајничку епархију, а владарску потврду је добио 1741. године. Упркос томе, државне власти су током наредних година на разне начине покушавале да издејствују укидање српских епархија у западним областима, али у томе нису успеле захваљујући одлучном отпору српског народа и јерархије. Владика Алексије је морао да води дугу и тешку борбу за одбрану своје епархије и народних права од насртаја римокатоличких бискупа, који су уживали подршку државних власти. Током његове управе, саздане су резиденција и катедрални храм у Костајници. Умро је 1749. године.

## Промена епархијског опсега (1750)
Владика Алексије Андрејевић је био последњи костајнички епископ који је под својојм управом поред Баније имао и Лику са Крбавом. Након његове смрти, карловачки митрополит Павле Ненадовић је одлучио да изврши значајно преуређење епархијске мреже у западним областима Карловачке митрополије. У том смислу, приликом избора новог костајничког владике Арсенија Теофановића (1750) донете су две веома важне одлуке: Лика и Крбава изузете су из надлежности костајничког епископа и пренете у надлежност горњокарловачког епископа, а Костајничкој епархији је на другој страни прикључено читаво подручје дотадашње Лепавинске епархије која је обухватала Вараждински генералат. Након ове промене, костајнички епископи се више нису звали и личко-крбавским, а у наслов су унели додатке лепавински и северински.

## Друго раздобље (1750—1771)
Епископ Арсеније Теофановић (1750-1753) је био образован човек. Студирао је 1745. године на немачком универзитету у Халеу, где је у склопу теолошких студија учио грчки и хебрејски. Као епископ костајнички управљао је пространим подручјем од Баније на југу, до Вараждинског генералата на северу, са два главна духовна средишта у српским православним манастирима Комоговини и Лепавини. Главно место у новоприкљученом, северном делу епархије био је Северин.
Последњи костајнички епископ био је Јосиф Стојановић (1754-1771), пострижник сремског манастира Врдника, који је дуго служио при митрополитском двору у Сремским Карловцима. Након смрти владике Арсенија Теофановића (1753) изабран је за новог костајничког епископа и хиротонисан 20. јануара 1754. године од стране митрополита Павла Ненадовића. Међутим, током наредних година се показало да епископ Јосиф није умео да се успешно носи са све већим проблемима. Начинивши низ пропуста у управи, изазвао је негодовање свештенства и народа. Стога је 1769. године морао бити покренут поступак за његово разрешење од епархијске управе. У исто време, хабзбуршке власти су искористиле ово немило стање за спровођење старих замисли о укидању ове епархије, што је требало остварити путем њене поделе, тако да читава Банија припадне Горњокарловачкој епархији, док је подручје Вараждинског генералата требало припојити Пакрачкој епархији. Сва ова питања, решавана су између 1769. и 1771. године, а за то време владика Јосиф је на разне начине покушавао да се одржи на положају. међутим, када је почетком 1771. године у Плашком умро горњокарловачки епископ Данило Јакшић, карловачки митрополит Јован Ђорђевић (1769-1773) је одлучио да упркос свим ранијим невољама за новог горњокарловачког епископа постави управо Јосифа Стојановића. Том приликом је коначно спроведено и укидање посебне Костајничке епархије, а њено подручје је према наведеном решењу подељено између две суседне епархије: Горњокарловачке и Пакрачке.

## Епископи
- Дионисије Угарковић (1713—1716)
- Никанор Димитријевић (1716—1728)
- Стефан Љубибратић (1728—1737)
- администратор Данило Љуботина (1737—1739)
- Алексије Андрејевић (1739—1749)
- Арсеније Теофановић (1750—1753)
- Јосиф Стојановић (1754—1771)